# Samovybíjení
Samovybíjení je jev týkající se elektrických baterií, kdy se i bez zapojení spotřebiče baterie vybíjí.
Výsledkem tohoto jevu může být pokles napětí článku a následné snížení využitelné kapacity, nárůst vnitřního odporu, pokles výkonu a zkrácení životnosti článku. 
Rychlost samovybíjení závisí na typu baterie. Baterie na bázi lithia trpí samovybíjením nejméně (okolo 2-3% kapacity za měsíc), zatímco baterie na bázi niklu (NiCd, NiMH) jsou ovlivněny větší měrou (až 15-30% kapacity za měsíc).
V poslední sobě se objevují speciální NiMH akumulátory s nízkým samovybíjením - Tento typ NiMH zachová okolo 90% energie po půl roce, 85% po roce a 70% po dvou letech při teplotě okolo 20 °C. Označuje se oficiálně LSD (z angl. Low Self-Discharge), jednotliví výrobci je označují jako "přednabité" nebo "připravené k použití", jelikož díky nízkému samovybíjení je možné je distribuovat v nabitém stavu.
Samovybíjení je chemická reakce probíhající bez připojeného spotřebiče. Rychlost také závisí na teplotě – při vyšší teplotě je vyšší. Proto by měly být baterie skladovány v chladu.